# World of Glass
World of Glass är det norska gothic metal-bandet Tristanias tredje studioalbum, utgivet 1999 av skivbolaget  Napalm Records. Morten Veland hade nu lämnat bandet och hade startat det nya bandet Sirenia.

## Låtförteckning
1. "The Shining Path" – 6:46
2. "Wormwood" – 5:56
3. "Tender Trip on Earth" – 5:18
4. "Lost" – 6:03
5. "Deadlocked" – 5:56
6. "Selling Out" – 6:19
7. "Hatred Grows" – 6:20
8. "World of Glass" – 5:26
9. "Crushed Dreams" – 7:41

- Text: 	Østen Bergøy (spår 1–3, 6–8), Einar Moen (spår 1, 5, 9), Pete Johansen (spår 4)
- Musik: Anders Hidle / Einar Moen (spår 1–9)

## Medverkande
Musiker (Tristania-medlemmar)
- Anders H. Hidle – sång, gitarr
- Kenneth Olsson – trummor, körsång
- Einar Moen – keyboard, programmering
- Vibeke Stene – sång, körsång
- Rune Østerhus – basgitarr

Bidragande musiker
- Pete Johansen – violin
- Østen Bergøy – sång (spår 1–3, 7, 8)
- Jan Kenneth Barkved – sång (spår 6, 9)
- Sandrine Lachapelle – kör
- Emilie Lesbros – kör
- Johanna Giraud	– kör
- Damien Surian – kör
- Hubert Piazzola – kör

Produktion
- Terje Refsnes – producent, ljudtekniker, ljudmix
- Tor Søreide – omslagskonst
- Petter Hegre – foto